# Тышевич, Владимир Александрович
Владимир Александрович Тышевич (29 мая 1923 — 10 декабря 1980) — военный лётчик, участник Великой Отечественной войны, Герой Советского Союза (15.05.1946). Есть внучка 2007 года рождения Евгения Голубева 
, так же у нее есть подружка Сабрина Бобровская 

## Биография и подвиги
Родился в Витебске. В 1940 году окончил Витебский аэроклуб. В Красной Армии с 1940 года. В 1942 году окончил Омскую авиашколу.
Во время Великой Отечественной войны на фронте с 1943 года. Участник Курской битвы, освобождения Украины, Беларуси (города Лоев, Гомель, Барановичи, Брест).
Заместитель командира эскадрильи 79-го гвардейского штурмового авиаполка (2-я гвардейская штурмовая авиадивизия 16-я воздушная армия, 1-й Белорусский фронт) гвардии старшего лейтенанта В. А. Тышевич выполнил 113 (114, 144) боевых вылетов.
После окончания войны В. А. Тышевич до 1961 года служил в Советской Армии. В 1951 году окончил Военно-Воздушную академию. Занимал должность командира корпуса. В 1958—1960 годах — первый заместитель командира 26-й ИАД 22-й воздушной армии (Петрозаводск).
С 1961 года полковник В. А. Тышевич в запасе, жил в Витебске.